# Вершинг, Энни
Э́нни Ве́ршинг (англ. Annie Wersching; 28 марта 1977, Сент-Луис, Миссури — 29 января 2023, Лос-Анджелес, Калифорния) — американская актриса

.

## Ранние годы
Энни Вершинг родилась 28 марта 1977 года в Сент-Луисе, штат Миссури, США, в семье владельцев местного цветочного магазина «Surprise» Фрэнка Джея Вершинга-младшего (1 ноября 1943 — 11 мая 1989) и Сандры Лоррейн Вершинг (в девичестве Дребес; 1945 — 2 февраля 2021, умерла от осложнений диабета). В 1995 году Вершинг окончила подготовительную школу «Crossroads College» в Сент-Луисе, а в 1999 году получила степень бакалавра искусств в области музыкального театра в Университете Милликина. В юности Вершинг соревновалась в ирландских танцах и принадлежала к Группе кельтских степ-танцоров Сент-Луиса.

## Карьера
Вершинг наиболее известна по роли Рене Уокер в седьмом и восьмом сезонах телесериала «24 часа» (2009—2010). Ранее, с марта по ноябрь 2007 года, она играла второстепенную роль Амелии Джофф в дневной мыльной опере «Главный госпиталь». Также появилась в таких телесериалах как «Фрейзер» (2003), «Зачарованные» (2004), «Сверхъестественное» (2007), «Касл» (2013—2015), «Беглецы» (2017—2019) и «Новичок» (2019—2021), мама братьев Сальваторе в "Дневники вампира" (2009-2017).
В декабре 2012 года стало известно, что в игре The Last of Us Вершинг исполнила роль Тесс, озвучив ее, а также записав движения с помощью технологии motion-capture.
В 2013 году Вершинг исполнила второстепенные роли в телесериалах «Даллас» и «Следствие по телу». В 2014 году она исполнила одну из основных ролей в первом сезоне криминального сериала Bosch. 
В 2022 году она вернулась во вселенную Star Trek, сыграв Королеву Боргов во втором сезоне Star Trek: Picard. 

## Личная жизнь
С 6 сентября 2009 года Вершинг была замужем за актёром Стивеном Фуллом. У них родилось три сына: Фредди Вершинг Фулл (род. 8 сентября 2010), Оззи Вершинг Фулл (род. 4 августа 2013) и Арчи Вершинг Фулл (род. 25 ноября 2018).

## Болезнь и смерть
В июне 2020 года у Вершинг была диагностирована аденоидно-кистозная карцинома — редкая форма рака, поражающая слюнные железы. Она скрывала свой диагноз и продолжала работать во время лечения. 29 января 2023 года Вершинг умерла от осложнений заболевания в Лос-Анджелесе, штат Калифорния, США, не дожив менее двух месяцев до своего 46-летия.

## Фильмография
| Год       |     | Русское название           | Оригинальное название          | Роль                                      |
| --------- | --- | -------------------------- | ------------------------------ | ----------------------------------------- |
| 2002      | с   | Звёздный путь: Энтерпрайз  | Star Trek: Enterprise          | Лиана                                     |
| 2002      | с   | Хищные птицы               | Birds of Prey                  | Линн Эмерсон                              |
| 2003      | с   | Фрейзер                    | Frasier                        | эстетка                                   |
| 2003      | с   | Ангел                      | Angel                          | Маргарет                                  |
| 2003      | ф   | Брюс Всемогущий            | Bruce Almighty                 | женщина на вечеринке                      |
| 2004      | с   | Зачарованные               | Charmed                        | вторая демонатрикс                        |
| 2005      | с   | Вне практики               | Out of Practice                | Коннер                                    |
| 2005      | с   | Инстинкт убийцы            | Killer Instinct                | Сесилия Джонсон                           |
| 2005      | с   | Последний рубеж            | E-Ring                         | лейтенант                                 |
| 2006      | кор | Засада                     | The Showdown                   | жена Баттера                              |
| 2006      | с   | Детектив Раш               | Cold Case                      | Либби Брэдли (1979)                       |
| 2006      | с   | Юристы Бостона             | Boston Legal                   | Эллен Таннер                              |
| 2007      | с   | Сверхъестественное         | Supernatural                   | Сьюзан Томпсон                            |
| 2007      | с   | Главный госпиталь          | General Hospital               | Амелия Джофф                              |
| 2007      | с   | Путешественник             | Journeyman                     | Дайана Блум                               |
| 2007      | тф  | Свой парень                | Company Man                    | Кейт Фишер                                |
| 2009—2010 | с   | 24 часа                    | 24                             | Рене Уокер                                |
| 2010      | ф   | Страсти по политике        | Below the Beltway              | Дарси                                     |
| 2010      | с   | C.S.I.: Место преступления | CSI: Crime Scene Investigation | доктор Присцилла Прескотт                 |
| 2010      | с   | Морская полиция: Спецотдел | NCIS                           | заместитель окружного прокурора Гейл Уолш |
| 2011      | с   | Необыкновенная семейка     | No Ordinary Family             | Мишель Коттен                             |
| 2011      | с   | Риццоли и Айлс             | Rizzoli & Isles                | Николь Матео                              |
| 2011      | с   | Гавайи 5.0                 | Hawaii Five-0                  | Саманта Мартелл                           |
| 2011      | тф  | Партнёры                   | Partners                       | Джесси-Линн Манчини                       |
| 2012      | тф  | Голубоглазый мясник        | Blue-Eyed Butcher              | Элли                                      |
| 2012      | с   | Закон Хэрри                | Harry’s Law                    | Патриша Стенхоуп                          |
| 2013      | тф  | Суррогат                   | The Surrogate                  | Эллисон Келли                             |
| 2013      | с   | Следствие по телу          | Body of Proof                  | Ивонн Кёрц                                |
| 2013      | с   | Даллас                     | Dallas                         | Элисон Джонс                              |
| 2013      | с   | Контакт                    | Touch                          | доктор Кейт Гордон                        |
| 2013      | с   | Революция                  | Revolution                     | Эмма                                      |
| 2013      | ки  | The Last of Us             | The Last of Us                 | Тесс                                      |
| 2013—2015 | с   | Касл                       | Castle                         | доктор Келли Ниман                        |
| 2014      | с   | Искусственный интеллект    | Intelligence                   | Кейт Андерсон                             |
| 2014      | с   | Голубая кровь              | Blue Bloods                    | Джойс Карпентер                           |
| 2014      | с   | Род человеческий           | Extant                         | Феми Додд                                 |
| 2014—2021 | с   | Босх                       | Bosch                          | Джулия Брашер                             |
| 2015—2016 | с   | Дневники вампира           | The Vampire Diaries            | Лиллиан «Лили» Сальваторе                 |
| 2016      | с   | Реанимация                 | Code Black                     | Кэти Миллер                               |
| 2016      | с   | Улов                       | The Catch                      | Карен Син                                 |
| 2016      | с   | Особо тяжкие преступления  | Major Crimes                   | специальный агент ФБР Лиз Сото            |
| 2017      | тф  | Другая мать                | The Other Mother               | Джеки                                     |
| 2017      | с   | Сомнение                   | Doubt                          | Бонни Харрис                              |
| 2017—2018 | с   | Вне времени                | Timeless                       | Эмма Уитмор                               |
| 2017—2019 | с   | Беглецы                    | Runaways                       | Лесли Дин                                 |
| 2019      | ки  | Anthem                     | Anthem                         | Тассин                                    |
| 2019—2023 | с   | Новичок                    | The Rookie                     | Розалинд Дайер                            |
| 2022      | с   | Звёздный путь: Пикар       | Star Trek: Picard              | Королева борг                             |